# 普卡卡薩山 (皮爾皮查卡區)
13°11′17″S 74°59′55″W / 13.18806°S 74.99861°W
普卡卡薩山（Puka Q'asa），是秘魯的山峰，位於該國中部萬卡韋利卡大區，由瓦伊塔拉省的皮爾皮查卡區負責管轄，屬於安地斯山脈的一部分，海拔高度4,800米。